# 행정상 손해전보
행정상 손해전보제도(損害塡補制度)란 행정구제의 하나로 행정상 손해배상제도와 행정상 손실보상제도를 총칭하는 행정법상 개념이다.

## 행정상 손해배상제도
국가 등 행정 주체의 위법한 활동으로 인하여 타인이 손해를 입은 경우에 행정 주체(또는 가해자)가 그 손해를 배상해주는 제도이다.

## 행정상 손실보상제도
공공의 필요에 의해 적법한 공권력의 행사로 인하여 개인에게 특별한 희생이 되는 재산적 손실을 가져오게 한 경우, 사유재산권의 보장과 공평부담의 견지에서 행하는 금전적 보상을 말한다. 

## 비교
두 제도는 모두 국가의 행위로부터 발생한 손해를 전보하는 피해자 구제제도라는 측면에서 공통점이 있다. 행정상 손해배상은 위법한 행정작용으로 인한 손해를 배상을 전보하는 것이다. 행정상 손해배상은 개인주의적 사상을, 행정상 손실보상은 단체주의적 사상을 기초이념으로 한다. 행정상 손실보상은 재산적 손실을 전보의 대상으로 하지만 행정상 손해배상제도는 재산적 손해는 물론 비재산적 손해도 전보의 대상이 된다.

## 참고 문헌
김철용(2012). 『행정법1』. 서울: 박영사.